# Kawit
Kawit is een gemeente in de Filipijnse provincie Cavite. Bij de laatste census in 2007 had de gemeente ruim 76 duizend inwoners.

## Geschiedenis
De naam Kawit is afgeleid van het Tagalog woord Kawit, dat haak betekent. De naam verwijst naar de haakvormige kustlijn van de baai van Manilla, die zich uitstrekt tot aan Kawit. De plaats stond vroeger bekend als Cavite el Viejo, maar werd in 1907 hernoemd.

## Geografie

### Bestuurlijke indeling
Kawit is onderverdeeld in de volgende 23 barangays:
| - Batong Dalig - Balsahan-Bisita - Binakayan-Aplaya - Binakayan-Kanluran - Congbalay-Legaspi - Gahak - Kaingen - Marulas - Panamitan - Poblacion - Magdalo - San Sebastian | - Manggahan-Lawin - Pulvorista - Samala-Marquez - Santa Isabel - Tabon I - Tabon II - Tabon III - Toclong - Tramo-Bantayan - Wakas II - Wakas I |

## Demografie
Kawit had bij de census van 2007 een inwoneraantal van 76.405 mensen. Dit zijn 13.654 mensen (21,8%) meer dan bij de vorige census van 2000. De gemiddelde jaarlijkse groei komt daarmee uit op 2,75%, hetgeen hoger is dan het landelijk jaarlijks gemiddelde over deze periode (2,04%). Vergeleken met de census van 1995 is het aantal mensen met 19.412 (34,1%) toegenomen.

De bevolkingsdichtheid van Kawit was ten tijde van de laatste census, met 76.405 inwoners op 22,86 km², 3342,3 mensen per km².

## Geboren in Kawit
- Crispulo Aguinaldo (1864-1897), onafhankelijkheidsstrijder
- Emilio Aguinaldo (1869-1964), onafhankelijkheidsleider en president
- Tomas Mascardo (1871-1932), generaal in de Filipijnse Revolutie
- Cesar Virata (1930), minister van Financiën en minister-president van de Filipijnen